# Helen Hills
Helen Hills, född 1960, är en brittisk konsthistoriker. Hon är professor emerita vid University of York. Hon avlade doktorsexamen vid Courtauld Institute of Art, University of London.